# Punk & Roll
A Punk & Roll a Tankcsapda első stúdióalbuma, amely 1990-ben jelent meg.
Az eredetileg csak kazetta formátumban kapható anyagot 1994. októberében újra kiadták az A legjobb méreg albummal közös CD-n. Technikai okok miatt (értsd: a két album együtt túl hosszú volt) a Punk & Roll két száma, a "U.S." és a "Félre a tréfát (akusztikus hangulat-verzió)" lemaradt a CD-ről.
2013 novemberében aztán külön CD-n is megjelent, és az aranylemez minősítést is elérte a MAHASZ eladási listáján.

## Az album dalai
1. Keleti csőd
2. Johnny a mocsokban
3. Kis orosz lány
4. Éjszaka részegen haza
5. Juggler
6. Kit érdekel? (a Nagorny Karabach "Who Cares" c. dalának magyar változata)
7. Félre a tréfát
8. U.S.
9. Mitől legyen?
10. Magányos repülő
11. Baj van!!
12. Félre a tréfát (akusztikus hangulat-verzió)

## Közreműködők
- Lukács László – gitár, ének
- Tóth Laboncz Attila "Labi" – basszusgitár, vokál
- Buzsik György – dobok
- Szabó Levente – gitárszóló a "Kis orosz lány" c. számban

## Külső hivatkozások
- A Tankcsapda hivatalos oldala